# Produttività del lavoro
Per produttività del lavoro, in economia, si intende la produttività del fattore produttivo del lavoro. 
Si usano, generalmente, vari metodi di misurazione della produttività del lavoro e diversi indicatori: esempi ne sono la produttività media del lavoro e la produttività marginale del lavoro.

## Generalità

### Definizione
A rigore, per produttività del lavoro, in Economia, si intende la produttività del solo fattore produttivo del lavoro. Tuttavia, in alcuni contesti si tende a confondere con la produttività totale (a volte indicata solo come "produttività"), dunque includendo anche la quota di produttività dovuta al fattore produttivo del capitale. 

### Misurazione
Esistono differenti metodi di misurazione della produttività del lavoro.
I principali sono:
- Produttività marginale del lavoro, dove si adotta il criterio della produttività marginale al fattore del lavoro.
- Produttività media del lavoro

La produttività del lavoro si aumenta anche con la tecnologia (automazione industriale, efficientamento dei processi aziendali: riduzione del lead time, della giacenza media, dei costi unitari fissi e variabili, della difettosità, incremento del livello di servizio, etc.).

## In Italia
La produttività del lavoro è stata, in Italia, il driver principale del PIL pro capite per tutto il periodo dalla fine della Seconda Guerra Mondiale fino al 2008.
L'Italia si caratterizza per una bassa produttività media del lavoro. Questo si verifica anche nella crescita della stessa rispetto agli altri paesi europei.  La bassa produttività italiana si è manifestata in modo grave a partire dal 1993, a seguito della Crisi dello SME. A partire dalla seconda metà degli anni novanta, la produttività del lavoro ha registrato infatti un forte arresto (nel periodo 1973-1993 era paragonabile a Regno Unito e Germania), sia nel confronto internazionale, sia rispetto ai valori storici italiani. Anche le statistiche sul trend confermano la situazione di bassa produttività. Lo stato di "worst performer" della produttività è trascinato dalla bassa performance dei servizi, che è il macro-settore economico più ampio.
Uno studio del 2023 dell'Ufficio studi della CGIA ha quantificato gli sprechi a causa della cattiva gestione della burocrazia in oltre 200 miliardi di Euro annui. Questa stima integra differenti voci da dati ufficiali.

### Indagine sulle cause
Una delle principali cause della bassa produttività è l'impatto della burocrazia. Ad esempio, le piccole e medie imprese italiane impiegano per completare gli adempimenti fiscali 282 ore all'anno, mentre in Spagna sono 197 e in Germania 215. Problemi correlati includono la grande complessità del sistema fiscale e normativo italiano, che rende complessa la coordinazione tra i vari attori pubblici coinvolti e, di conseguenza, anche l'interazione con il mondo delle imprese. Si noti inoltre che le conseguenze negative dell'alta burocratizzazione dello stato italiano si riversano anche sui servizi pubblici erogati dallo stato stesso, come ad esempio l'istruzione. Un'altra causa è nel trend del crescente invecchiamento della popolazione italiana.

### Differenze a livello locale
L'OCSE ha rilevato che la produttività del lavoro italiano è maggiore nelle regioni italiane dove l'efficienza dell'amministrazione pubblica è anch'essa maggiore.